# Ван Цзунюань
Ван Цзунюань  (кит.: 王宗源, Wang Zongyuan 24 жовтня 2001 - Сян'ян) — китайський стрибун у воду, олімпійський чемпіон та чемпіон світу.

## Спортивна кар'єра
З чотирьох років займався спортивною гімнастикою, а у сім перейшов до секції стрибків у воду.

#### 2021
На дебютних Олімпійських іграх в Токіо, Японія, здобув з партнером по команді Сє Сиї перемогу в синхронних стрибках з трампліна в 3 метри, отримавши навіть за другий стрибок три оцінки 10 балів. У фіналі стрибків з 3-м трампліна поступився товаришу по команді Сє Сиї, здобувши сріблу нагороду.

## Виступи на Олімпіадах
| Олімпіада  | Дисципліна                              | Місце |
| ---------- | --------------------------------------- | ----- |
| Токіо 2020 | синхронний трамплін, 3 метри (чоловіки) | 1     |
| Токіо 2020 | трамплін, 3 метри (чоловіки)            | 2     |